# Zarmānlū
Zarmānlū (persiska: زيرمانلو, زرمانلو, Zīrmānlū) är en ort i Iran.   Den ligger i provinsen Västazarbaijan, i den nordvästra delen av landet, 600 km väster om huvudstaden Teheran. Zarmānlū ligger 1 277 meter över havet och antalet invånare är 203.
Terrängen runt Zarmānlū är platt. Runt Zarmānlū är det ganska tätbefolkat, med 185 invånare per kvadratkilometer. Närmaste större samhälle är Nūshīn Shar, 13,6 km väster om Zarmānlū. Trakten runt Zarmānlū består till största delen av jordbruksmark.